# مانوئل سویانو
مانوئل سویانو (انگلیسی: Manuel Sevillano؛ زادهٔ ۱۳ نوامبر ۱۹۸۳ در در رئوس، تاراگونا مادرید) بازیکن والیبال اهل اسپانیا است که با اسپانیا به مدال طلا قهرمانی اروپا ۲۰۰۷ دست یافت.